# Vienna Twin Tower
Der Vienna Twin Tower ist ein Gebäudekomplex im Wiener Stadtteil Wienerberg City im Bezirksteil Inzersdorf-Stadt im 10. Wiener Gemeindebezirk Favoriten. Er befindet sich auf dem Kamm des Wienerberges, an der Wienerbergstraße sowie in der Nähe der Triester Straße. Der Gebäudekomplex ist zusammen mit dem Gebäude WBS7-9 Teil des Immobilienstandortes myhive am Wienerberg (früher Business Park Vienna).

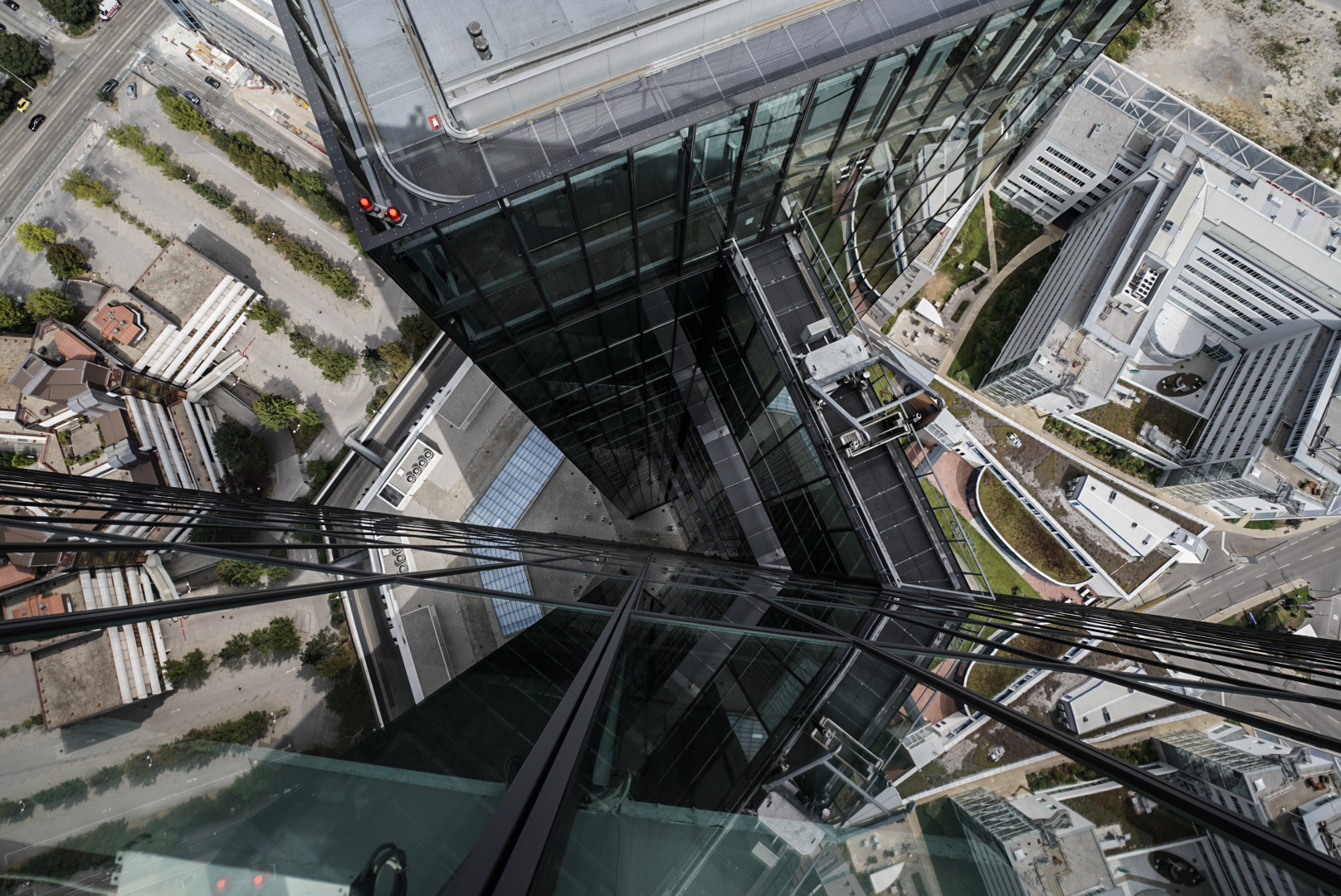
Vertikale Sicht nach unten vom höheren Twin Tower.

Das Doppel-Gebäude ist das höchste Gebäude innerhalb dieses Neubauviertels, in dem eine Reihe von Wohn- und Bürogebäuden untergebracht sind. Der Bau wurde 1999 begonnen und 2001 fertiggestellt. Das Hochhaus verfügt über 35 (oberirdische) Stockwerke und Büroflächen von über 100.000 Quadratmetern. Der Tower besteht aus zwei in stumpfem Winkel zueinander angeordneten Gebäudehälften, die 138 beziehungsweise 127 Meter hoch sind und untereinander durch mehrere Brücken verbunden sind. Architekt ist Massimiliano Fuksas, finanziert wurde der Bau durch die Wienerberger Baustoffindustrie AG und die Immofinanz Immobilien Anlagen AG. Im Haus befindet sich unter anderem das Konferenzzentrum twelve, im 35. Stock Wiens höchstgelegene Veranstaltungsräume, das ThirtyFive, sowie ein Cineplexx-Kino mit zehn Sälen sowie diverse Cafés, Restaurants und ein Fitnessstudio. Rund 50 Unternehmen aus verschiedenen Branchen sind in den Gebäuden eingemietet, darunter die Bauherren Immofinanz und Wienerberger sowie die Unternehmen Böhringer Ingelheim, Vaillant und Grohe. Die drei Tiefgaragen bieten 2.000 Stellplätze.
Der Vienna Twin Tower liegt südlich des Zentrums von Wien, direkt beim Erholungsgebiet Wienerberg, wo unter anderem auch ein Golfplatz zu finden ist.
Es gab auch kritische Stimmen zu den Planungsvorgängen um den Vienna Twin Tower, so bemängelte der Stadtplaner Reinhard Seiß in seinem Buch Wer baut Wien unter anderem die unzureichende Anbindung des Projekts an den öffentlichen Verkehr und kritisierte die Dominanz der Investoreninteressen.

## Business Park Vienna Stiegenlauf
Von 2010 bis 2012 fand im Business Park Vienna jährlich der „Business Park Vienna-Stiegenlauf“ statt. Teilnehmer aus 16 Nationen im Alter von 11 bis 64 Jahren nahmen daran teil. Dabei waren 130 Höhenmeter, 34 Stockwerke und 680 Stiegen zu erklimmen. Das Ziel befand sich im 35. Stock. Der Lauf erfolgte in verschiedenen Kategorien, 2011 waren es die Iron Challenge, Classic und Staffel Challenge.

## Technische Daten
- Höhe: 138 bzw. 127 m
- 35 Etagen
- 27 Aufzugsanlagen
- Über 230.000 m² Nutzfläche
- 120.000 m² Büro
- 11.000 m² Gastronomie & Shopping
- 7500 m² Kino & Entertainment
- Hotel mit 7.300 m²
- Konferenzzentrum: 1.250 m²
- Tiefgarage: 2000 Stellplätze

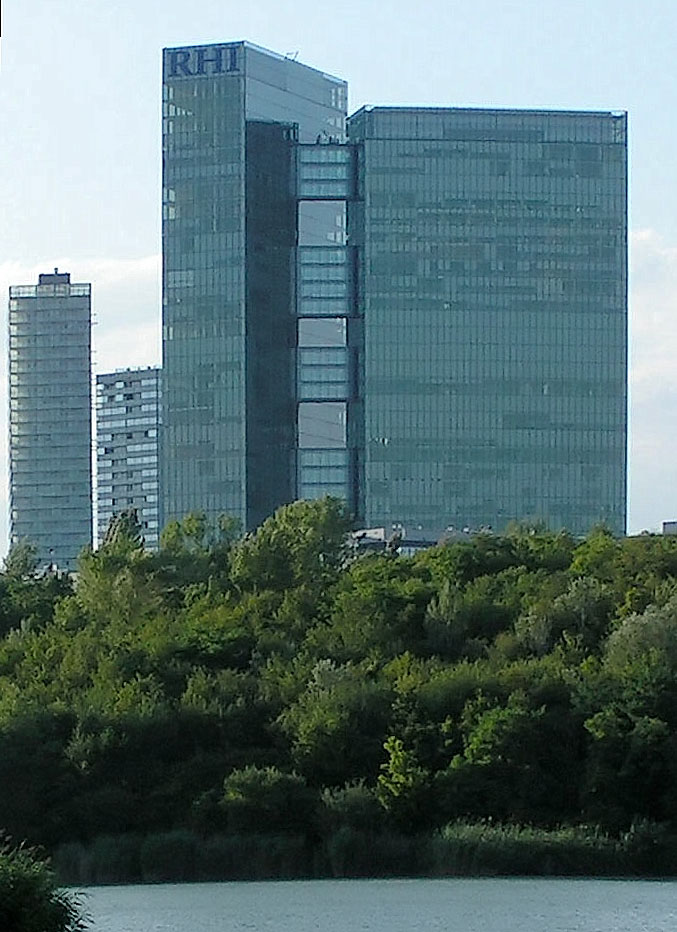
Verbindungsstege zwischen den beiden Türmen
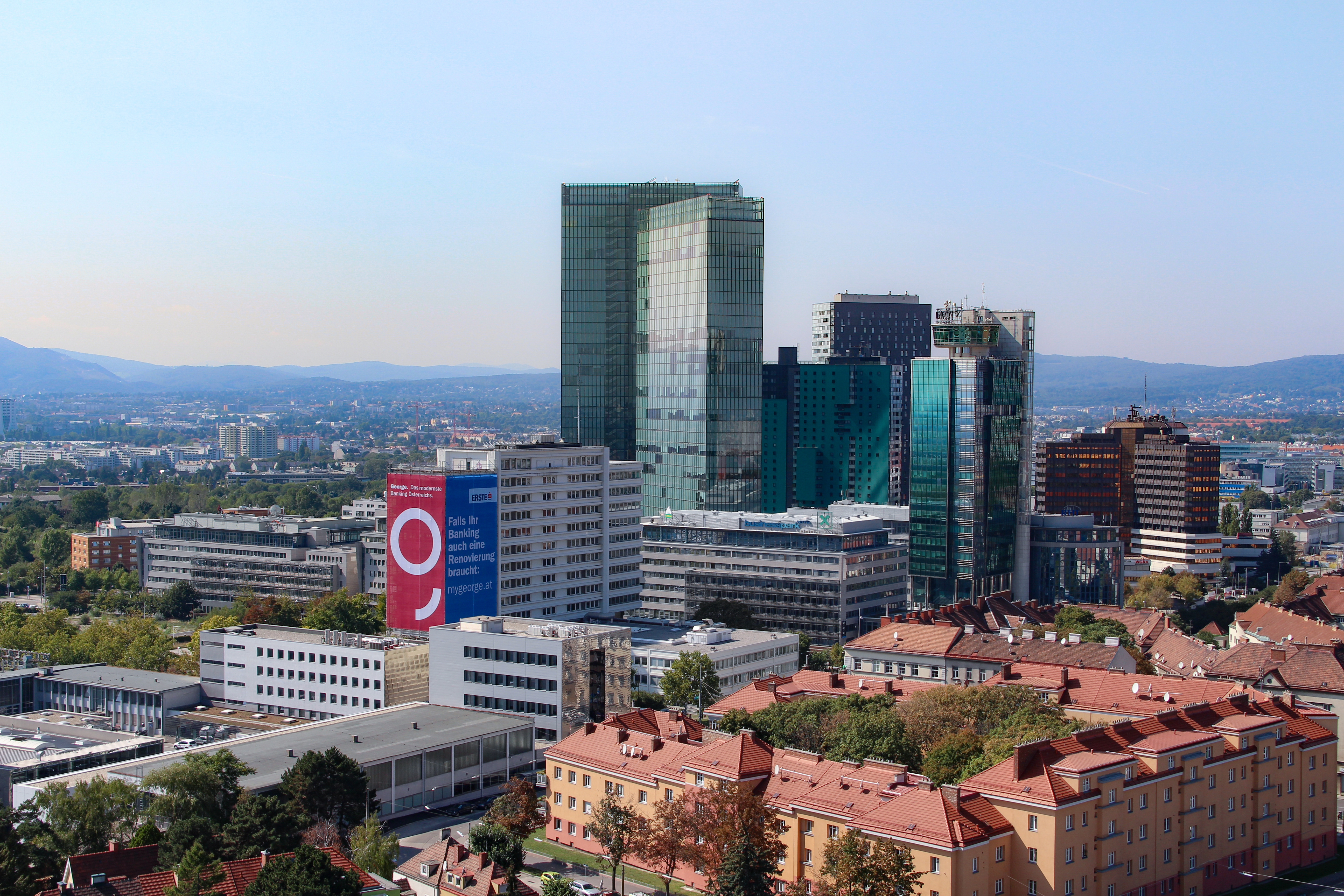
Twin Tower und umgebende Wienerberg City
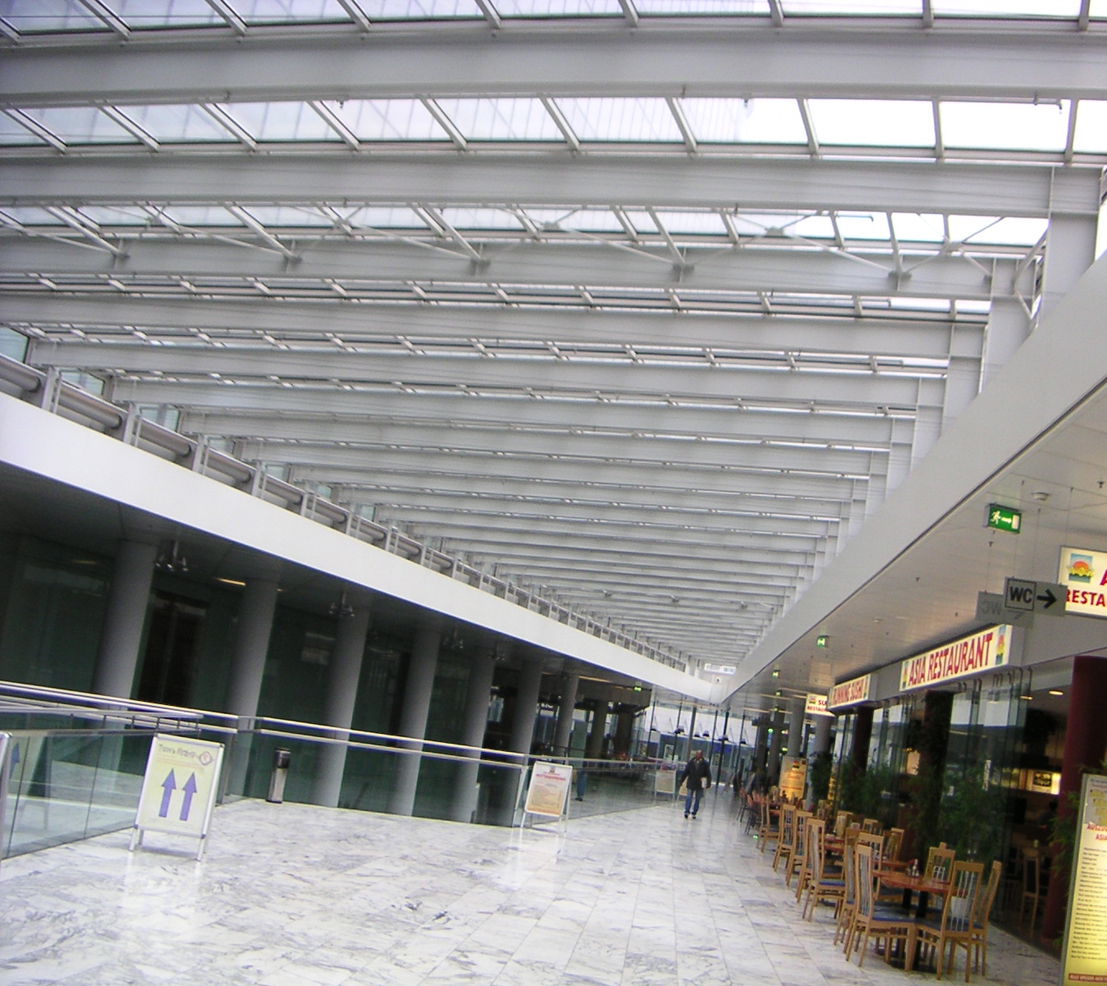
Deckenkonstruktion, Blickrichtung Norden (2005)
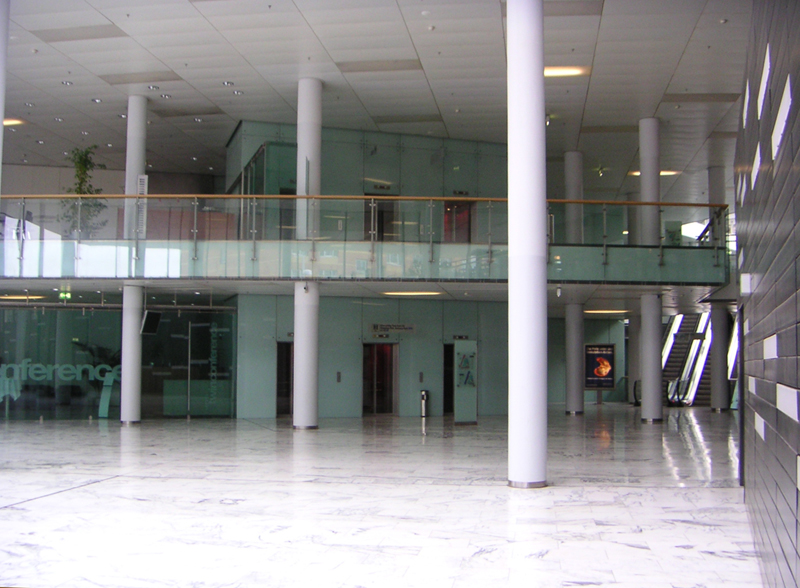
Eingangshalle von Süden mit Konferenzzentrum

## Weblinks

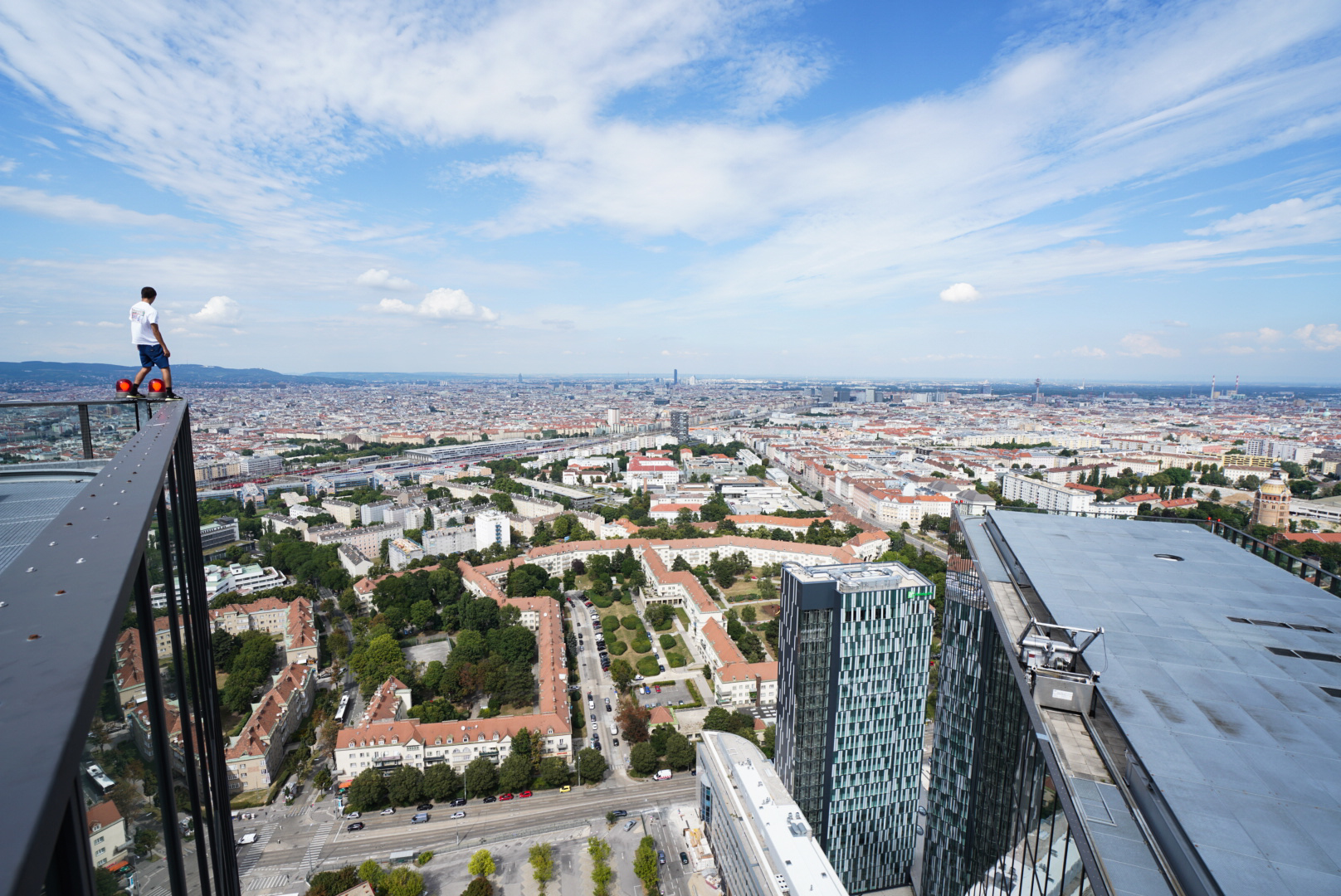
Ein Rooftopper steht an der Dachkante des Twin Towers.